# Rhizinaceae
Rhizinaceae é uma família de fungos ascomicetos da ordem Pezizales. Esta família foi circunscrita pelo micologista alemão Hermann Friedrich Bonorden em 1851.